# Carlos Moura Dourado
Carlos Moura Dourado, beter bekend als Moura (Correntina, 17 augustus 1964) is een voormalig Braziliaanse voetballer. 

## Biografie
Hij begon zijn carrière bij Tiradentes. Van 1991 tot 1993 speelde hij voor Sport do Recife en won er twee keer op rij het Campeonato Pernambucano mee. Hij werd ook topschutter. Na een Japans avontuur speelde hij nog voor Paysandu en dan zeven jaar voor América de Natal. 